# Kivándorlás Mexikóból
A legális és illegális migráció az Amerikai Egyesült Államok és déli szomszédja, a Mexikói Egyesült Államok között évtizedek óta tartó jelenség, mely gyökerei elsősorban gazdasági és szociális természetűek. A két állam között húzódó 3152 km hosszú határ a háromoldalú szabadkereskedelmi megállapodás 1994-es életbe lépése óta a világ legforgalmasabb határa lett.
A mai napig nagy kihívást jelent a migrációs folyamatok kezelése, ami nemcsak a befogadó országban, hanem Mexikóban is komoly problémákat vet fel. Mexikóban a társadalom nagy része megélhetési nehézségekkel küzd, a nettó bérek 10 az 1-hez arányban különböznek az USA javára, ami hatalmas csáberőt jelent a munkások számára, hiszen jelentős életminőség-változást biztosít. Az USA gazdasági fejlettsége, elöregedő társadalma és munkaerőhiánya vezetett oda, hogy nagyszámú vendégmunkásra, idénymunkásra van szüksége a mezőgazdaságnak és nagyvállalatoknak ahhoz, hogy a nemzetközi versenyképességüket fenn tudják tartani.

## A migráció okai
A mexikói kivándorlás elsődlegesen gazdasági jellegű, ami az alábbiakkal magyarázható:
- Hatalmas népességrobbanás, különösen a munkaképes korosztály arányának dinamikus emelkedése
- Magas születési arányszám és a javuló orvosi ellátás miatt lecsökkent a halálozási arányszám
  - A demográfiai robbanás egyik következménye lett, hogy megnőtt az eltartottak száma. A 80-as évektől évente 1,3-1,4 millió fiatal lépett munkavállalói korba, akiknek a mexikói munkapiac nem tudott elegendő munkahelyet biztosítani. Egy részük az informális gazdaságban keresett megélhetést, jelentős részük viszont az emigrációt, az USA-ba történő legális vagy illegális kivándorlást választotta.
- A munkahelyek száma nem nőtt arányosan a népesség növekedéssel
- A munkabérek alacsony szintje
- A munkanélküliség emelkedése, hitelek hiánya
- Szegénység, nyomor, bűnözés

## Migrációs folyamatok
A két ország közötti migrációs folyamatok egészen a 19. századig nyúlnak vissza. A jelenleg is tartó migrációs hullám a II. világháború idején kezdődött, amikor Mexikó ideiglenes mezőgazdasági munkavállalókat küldött az USA-ba, hogy a háttérország biztosítani tudja a megfelelő mennyiségű élelmiszer-szükségletet a háborúban.
Az első Bracero Program 1942-ben kezdődött, és az utolsó egészen 1964-ig tartott. Ez idő alatt Mexikó körülbelül 4,5 millió idénymunkással látta el szomszédját, a csúcs az 1950-es években 450 000 munkás/év volt. A beáramlás a várakozásokkal ellentétben nem szűnt meg, hanem folyamatossá, sőt intenzívebbé vált a következő évek során.

### Határellenőrzések
A folyamatos bevándorlás meggátolása érdekében USA fokozottan megerősítette határőrségét és a határ mentén 1070 km hosszú kerítést húztak fel nemrég, bár egyes kutatók szerint egy ilyen intézkedés már túlzó lehet. Sok mexikói átgyalogolt a sivatagon vagy átúszta a Río Bravo folyót, hogy állást keressen az amerikai farmokon, az élelmiszeriparban vagy az építkezéseken. Ma az Egyesült Államokban a spanyol anyanyelvűek alkotják a legnagyobb amerikai kisebbségi csoportot, egyre növekvő befolyással bírnak a politikára és az üzleti életre. A mexikói állampolgárok körülbelül 10%-a él az USA-ban. 
A határellenőrzések szigorításával együtt a letartóztatások száma is emelkedett: a 2000-es években 1 millió és 1,7 millió között ingadozott, innentől kezdve azonban egy csökkenő tendenciát figyelhetünk meg. 2007-ben és 2008-ban az Egyesült Államok Belbiztonsági Minisztériuma kevesebb mint 1 millió letartóztatást jelentett, míg 2008-ban a letartóztatások száma 792 000 volt; a letartóztatottak 88%-a Mexikóból származott. Az idők során a migrációs mozgások is változtak: a bevándorlók ideiglenes tartózkodása egyre hosszabbá, állandóbbá vált, mely összefüggésben van a határátlépés megnehezítésével.

## A mexikói migráció politikai következményei
A mexikói kormány élére 2000-ben Vicente Fox elnököt választották, aki részletes tárgyalásokat folytatott az USA akkori elnökével, George W. Bushsal az Egyesült Államok bevándorlási politikájának reformjáról. A mexikóiak olyan megállapodásra törekedtek, ami legalizálta volna az USA-ban tartózkodó több milliós illegális munkavállalót, kiterjedt volna a mezőgazdasági idénymunkások foglalkoztatására, és garantálta volna az emigránsok emberi jogainak tiszteletben tartását. Azonban a 2001. szeptember 11-ei terrortámadások ellehetetlenítették a kompromisszumot. Az iraki beavatkozást ellenző mexikói magatartás holtpontra juttatta a tárgyalásokat.
Politikai elemzők Bush elnök törvényjavaslatát a választási propaganda részének tartják, hiszen a demográfiai változások következménye, hogy a hispán szavazatok kulcsfontosságúakká váltak az elnökválasztásokon. Amerikában mindkét pártnak kialakult egy lojális szavazótábora, ezért átértékelődnek a bizonytalan szavazók voksai, akik döntése a demokrata és republikánus elnökjelölt között ingadozik. A latin lakosság többsége a legtöbb elektori szavazatot adó hat államból ötben koncentrálódik: Kaliforniában (54 elektor), New Yorkban (33), Texasban (32), Floridában (25), valamint Illinoisban (22), ami összesen 166 elektort jelent az 538-ból.
A latin szavazatok megnyerésére nincs is jobb módszer, mint olyan jogszabály kilátásba helyezése, ami jogaikat bővíti. Barack Obama kampányprogramjában is kiemelkedően fontos, elsődlegességet élvező pont volt a migrációs politika és a bevándorlási reform, de a 2016-os amerikai elnökválasztás egyik fontos témája is a bevándorlás volt. Ezen a választáson azonban nem a többségében a demokrata jelöltet, Hillary Clintont támogató latin-amerikaiak szavazatai döntöttek, hiszen a választást az a Donald Trump nyerte meg, aki azzal kampányolt, hogy falat épít a mexikói határra és kiutasítja az országból az illegális bevándorlók millióit.